# エイリアン・ネイション
『エイリアン・ネイション』 (Alien Nation) は、1988年のアメリカ映画。
テレビシリーズが1994年から1997年まで計5作放送されている。

## 概要
本作は大よその話の筋や設定自体は、典型的なバディ物の刑事作品である。特徴的なのは宇宙からエイリアンの移民がやってきたことと、主人公の片割れがエイリアンの刑事という点であり、新人とベテランのバディが対立しつつもやがて融和し良き相棒になっていく。また、扱われる事件も麻薬と殺人という点では他に類似作もあるが、それがエイリアンの設定に基づいているというところが他とは異なる。
監督のグレアム・ベイカーは、異星人を描くことについては飽くまで二次的なことであり、作品自体はストリートムービーであると述べている。

## あらすじ
199x年アメリカのモハベ砂漠に、異星人の移民30万人を乗せたUFOが不時着する。乗っていたのはあらゆる環境に耐えるように遺伝子操作を受け、奴隷として過酷な労働を強いられてきた異星人。船は奴隷船だったのだ。合衆国政府はかれらを新移民-（ニューカマー）と呼び受け入れた。新移民は保障された権利により人間社会に浸透していくものの、人間より遥かに優れた能力と異質な存在から人間には彼らを忌むものが大勢おり、新移民に対して差別心を露にするものも多い。
それから3年後のロサンゼルス。刑事のサイクス(ジェームズ・カーン)は、公私に渡って相棒のタグと新移民居住区を覆面パトカーでパトロールをしていた。サイクスは一週間後に娘の結婚式を控えていたが、別れた妻と再婚相手が式の費用を負担するので出席には乗り気ではない。その時、二人は銃で武装し商店へ押し込む強盗を発見。強盗は銃で商店主を射殺し、サイクスらは応戦する。タグは車を盾にして身を守ろうとしたが、強盗が使った強力な銃が車体を貫通しタグは殉職してしまう。サイクスが歩いて逃げた犯人の一人を追尾したものの、反撃を食らい取り逃した。現場検証の結果、使用された銃は2日前にヒューブリーという新移民を殺害するのに使われたものと、同じ種類のものだったことが分かる。
翌日、サイクスが警察署に出勤すると、別のコンビが商店強盗殺人事件の担当になっていた。相棒の仇をとりたいサイクスは悪態をつくが、決定がひっくり返るわけでもない。やがて署長のワーナー警部から発表があった。連邦新移民局の指導を受けた市長の支持に基づき、ロス市警本部長が新移民のパトロール巡査を三級刑事に昇進させるという。通常は数年かかる刑事への道を僅か1年で達成したことについて、不公平感を口にする刑事達。署長は志願者がいなければ自分が決めると申し伝えたが、なんとサイクスがパートナーに志願する。新移民初の刑事に昇進するのは、サイクスが前日に事件現場で会ったサム(マンディ・パティンキン)だった。そして志願したその場で、ヒューブリー殺害事件の捜査担当にするよう署長に申し出る。サイクスには思惑があった。ヒューブリー殺しと前日の事件が同じ種類の銃であるのなら、ヒューブリーの事件を追えば結果的に前日の事件の手がかりも得られる。また新移民が絡む事件なのだから、相棒は新移民の方が都合がよい。
かくして地球人と新移民の刑事2人は、2つの殺人事件とその背後にある麻薬密売組織に迫っていく。

## 登場人物
マシュー・サイクス
本作の主人公。ロサンゼルス市警察の刑事。パトロール中に新移民による殺人事件に遭遇、応戦した際に相棒を殺害されたことから、新移民の新人刑事、フランシスコと共に事件の全貌を追う。短気で血の気が多く、新移民に対しても偏見を露にするが、誠実で忍耐強いフランシスコを相棒と認めるなど器量の深い一面も併せ持つ。刑事としては有能であり、聞き込みなどの地道で古風な手段で事件の全貌を掴んでいく。特に銃器の扱いには手馴れており、麻薬で興奮状態にある新移民を心臓部に全弾を命中させ制圧する、強力な威力を持つ.454カスール弾のリボルバーを自在に操るなど射撃の名手でもある。序盤ではベレッタM92Fを、前述の事件後は新移民対策として.454カスール弾使用するフリーダムアームズM83を携帯する。私生活では離婚しており、結婚予定の娘がいるが、式の費用を元妻とその再婚相手が負担するため、式への出席を躊躇している。
サム・フランシスコ（ジョージ）
サイクスの新しい相棒。新移民の刑事。善良さと有能さを評価され、連邦新移民局の政策の追い風を受け、1年で昇進した。当初はサイクスに邪険にされるが、誠実で忍耐強い姿勢により、偏見を持つ彼からも信頼を受けるようになる。人間であるサイクスと新移民側との通訳の役割を果たし、捜査に貢献していく。冷静な性格で血気盛んなサイクスを諫める場面も多いが、事件の発端となった麻薬「ジャブロカ」がらみに対しては冷静さを失う一面もある。妻と息子一人がおり、私生活では良き夫・父。「サム・フランシスコ」の名を嫌ったサイクスからジョージと呼ばれる。
ウィリアム・ハーコート
実業家。新移民。社会的な地位と財力を持っており、市長や財界などとも交流を持つ。外見は紳士的であるが、裏社会では売春や麻薬密売などを取り仕切る黒幕。新移民の麻薬であり「ジャブロカ」を密造し、新移民を牛耳ることでその影響力の拡大をもくろむ。非情な性格で「ジャブロカ」の流通を拒む市民を虐殺したり、証人であるカサンドラやサイクスの殺害を企てる。
カサンドラ
新移民の女性で、酒場「エンカウンター」のダンサー。妻帯者であるフランシスコやサイクスも魅了されるほどの美貌を持つ。そのためハーコードから売春を強要され、人間側の美人局として利用されている。普段は堅気を装っているため、フランシスコからの捜査への協力を拒むが、ハーコードから警戒され、標的とされる。
ビル・タグル（タグ）
サイクスの相棒。付き合いが長く親友の間柄。離婚したサイクスの家族とも親しく、彼の娘から結婚式への出席を拒むサイクスの仲介役を担っていた。パトロール中に新移民の殺人事件に遭遇、サイクスと共に応戦するが、銃撃から身を守る壁にしようとした乗用車を突き抜けてきた徹甲弾を受けて殉職。
ヨシュア・ストレーダー
新移民で、クラブ「エンカウンター」のオーナー。裏社会にも通じており、カサンドラとの関係も深い。ハーコードに対しては協力的だったが、ジャブロカに対しては過去の悲劇から警戒感を持っており、密売を拒んだため殺害されてしまう。

## キャスト
| 役名                         | 俳優                           | 日本語吹き替え | 日本語吹き替え | 日本語吹き替え |
| 役名                         | 俳優                           | ソフト版       | テレビ朝日版   |                |
| ---------------------------- | ------------------------------ | -------------- | -------------- | -------------- |
| マシュー・サイクス           | ジェームズ・カーン             | 田中信夫       | 羽佐間道夫     |                |
| サム・フランシスコ(ジョージ) | マンディ・パティンキン         | 関根信昭       | 堀勝之祐       |                |
| ビル・タグル(タグ)           | ロジャー・ブラウン             | 牛山茂         | 池田勝         |                |
| ウィリアム・ハーコート       | テレンス・スタンプ             | 中庸助         | 大塚周夫       |                |
| キプリング                   | ケヴィン・メイジャー・ハワード | 立木文彦       | 若本規夫       |                |
| ヨシュア・ストレーダー       | ジェフ・コーバー               | 大友龍三郎     | 小林清志       |                |
| カサンドラ                   | レスリー・ビーヴィス           |                | 吉田理保子     |                |

- テレビ朝日版 - 初回放送：1991年2月3日 テレビ朝日「日曜洋画劇場」

## 新移民の特徴
元々奴隷として品種改良された人々である。肉類に火を通すと栄養を摂取できないので、生肉を食べる。特にビーバーの生肉が好き。腐った牛乳を飲むと酔っぱらう。
心臓が左右に2つある。急所は脇の下。また、体組織は海水にきわめて弱く、溶けてしまう。

## ジャブロカ
新移民を奴隷として扱っていた支配者が、彼らを使役するのに用いた強力な経口摂取系の麻薬。地球人が口にしてもまったく効かず、洗剤を舐めているような不快感しか生じないが、支配者は労働の対価としてこれを奴隷に与えており、奴隷は働けば働くほど多くもらえた。摂取したかは血液検査で判別できる。一度に大量に摂取すると一時的に仮死状態となるが、その間に遺伝子が変異してまったく別の生命体と化す。非常に怪力になり、凶暴性が増し、銃で撃たれた程度では死なない。ただし、海水に漬かるとやはり死ぬ。